# How Now Brown Cow
How Now Brown Cow es el tercer álbum de la banda Cornbugs, lanzado en febrero de 2001. El disco presenta la guitarra de Buckethead, la voz de Bill "Choptop" Moseley y como en el primer álbum, la percusión de Pinchface. La primera canción del álbum "The End" es una versión de la canción compuesta por el grupo The Doors y la canción "Sacramento" presenta los mismos riffs y patrones que la canción que se convertiría en "Dream Girl" por el grupo Deli Creeps.
Al igual que el primer y segundo álbum, también lo financió el grupo y salió de circulación.

## Canciones
1. The End – 4:38
2. Hey Pipe Man - 4:15
3. Bun Boy - 3:57
4. Meat Rotten Meat - 5:08
5. Sacramento - 5:38
6. Brain Dead Too - 1:55
7. Dog Town - 4:22
8. I'm A Psycho - 2:31
9. Tongue Tied - 6:18
10. I Wanna Do It Again - 2:38
11. Spastic Song - 2:24
12. Head Cheese - 4:50
13. Hup You Little Puppet - 4:04
14. Didja - 2:56

## Créditos
1. Choptop - Compositor menos por la canción "The End" por el grupo The Doors y vocalista
2. Buckethead - Guitarra
3. Pinchface - Percusión
4. William Hooper - Técnico
5. William Hooper y Choptop - Concepto de la portada
6. Bill Jackson - Portada
7. Bill Moseley - Trasera